# 施氏珍燈魚
施氏珍灯鱼（学名：Lampanyctus steinbecki）为輻鰭魚綱燈籠魚目灯笼鱼科的其中一種。分布于印度洋及太平洋海域，為深海魚類，棲息深度80-100公尺，體長可達3.8公分。

## 扩展阅读
維基物種上的相關：施氏珍灯鱼